# Домно-Ключи
Домно-Ключи — село в Читинском районе Забайкальского края России. Входит в состав сельского поселения «Ингодинское». Основано в 1873 году.

## География
Село находится в юго-западной части района, на берегах реки Домна-Малая (правый приток Домны), на расстоянии примерно 16 километров (по прямой) к западу-юго-западу (WSW) от города Читы. Абсолютная высота — 812 метров над уровнем моря.
Климат
Климат характеризуется как резко континентальный с продолжительной холодной малоснежной зимой и коротким тёплым летом. Среднегодовая температура воздуха составляет −4,3 — −2,5 °С. Средняя многолетняя температура самого холодного месяца (января) составляет −28 — −20 °С, температура самого тёплого (июля) — 15 — 18 °С. Среднегодовое количество осадков — 300—400 мм.
Часовой пояс
Село Домно-Ключи находится в часовой зоне МСК+6. Смещение применяемого времени относительно UTC составляет +9:00.

## Население
| 2010 | 2021 |
| ---- | ---- |
| 293  | ↘252 |

Половой состав
По данным Всероссийской переписи населения 2010 года в гендерной структуре населения мужчины составляли 45,4 %, женщины — соответственно 54,6 %.
Национальный состав
Согласно результатам переписи 2002 года, в национальной структуре населения русские составляли 95 % из 405 чел.

## Инфраструктура
Действуют средняя школа, библиотека и фельдшерско-акушерский пункт.